# Gabarret (Huesca)
Gabarret (Gavarret en catalán ribagorzano) es un pueblo español perteneciente al término municipal de Bonansa, en la Ribagorza, provincia de Huesca, Aragón. Actualmente se encuentra deshabitado.
Se accede desde Cirés por una pista sin asfaltar y también por Bonansa, donde hay una pista que es practicable.

## Historia
Aparece citado por primera vez en el 1053, cuando es citado en un diploma que delimitaba las propiedades del castillo de Tor. 

## Demografía
Parece ser que nunca llegó a sobrepasar las tres viviendas ya que en el Morabatins del 1385 aparece mencionado con sólo dos fuegos.

## Patrimonio

### Iglesia de San Pedro
Se trata de una iglesia románica construida a principios del siglo XII.
Se trata de un templo de nave única con dos capillas laterales, un presbiterio amplio y un ábside semicircular, estando cubierta la nave con bóveda de medio cañón y el ábside con cuarto de esfera.

### Ermita de San Saturnino
Es un templo de estilo románico ubicado no muy lejos de Gabarret del que apenas quedan restos, aunque los suficientes como para poder recrear la planta, y que está datado en el siglo XI.
Se construyó principalmente con un aparejo rojizo muy irregular y poco trabajado, a menudo sólo por una cara.
Constaba de una sola nave con un ábside semicircular abierto completamente a la nave, mientras que la puerta de acceso se situaba en el muro sur. 